# Miguel Samacá
Miguel Samacá Hernández (* 18. Mai 1946 in Tota (Kolumbien)) ist ein ehemaliger kolumbianischer Radrennfahrer.

## Sportliche Laufbahn
Samacá war Straßenradsportler und Teilnehmer der Olympischen Sommerspiele 1968 in Mexiko-Stadt. Im olympischen Straßenrennen schied er aus. Bei den Spielen in München 1972 kam er auf den 8. Rang im olympischen Straßenrennen.  Im Mannschaftszeitfahren wurde Kolumbien mit Fabio Acevedo, Fernando Cruz, Henry Cuevas und Miguel Samacá 22. des Rennens. 1976 in Montreal schied er im olympischen Straßenrennen aus.
Im Straßenrennen der Panamerikanischen Spiele 1971 gewann er die Silbermedaille im Mannschaftszeitfahren. 1967, 1968, 1969, 1971, 1972, 1973 gewann er Etappen in der Vuelta a Columbia. In der Gesamtwertung des Etappenrennens wurde er 1970 Dritter, 1971 Zweiter. 1972 und 1974 gewann er die Rundfahrt. Die Vuelta al Táchira konnte er 1972 für sich entscheiden. 1970 und 1972 gewann er dort Etappen. Im Clásico RCN holte er 1969 und 1971 Etappensiege.